# Tetridia caletoralis
Tetridia caletoralis là một loài bướm đêm trong họ Crambidae.